# La Cólera
La Cólera es la primera novela escrita por el filósofo francés Denis Marquet, y fue publicada por primera vez en Francia en 2001 bajo el título Cólere. Catalogada por muchos críticos como un thriller ecológico, La Cólera hace continuas referencias a la Hipótesis Gaia, explicándola desde un punto de vista científico y filosófico/espiritual, mientras narra un argumento catastrofista, propio de películas de Roland Emmerich, como The Day After Tomorrow

## Argumento
Seísmos, mareas gigantes, huracanes, erupciones volcánicas, virus fulminantes, animales enloquecidos... una serie de fenómenos sin precendentes comienzan a azotar a los Estados Unidos, catástrofes ante las que todos los científicos del mundo están sin respuestas. Poco después, la crisis pasa a ser mundial ¿Por qué tiembla la tierra en todas partes? ¿De donde salen esos desconocidos virus mortales? ¿Por qué atacan los animales a los humanos de esa manera? La naturaleza parece haber declarado la guerra a la Humanidad. Los militares, políticos, y un grupo de científicos (sismólogos, virólogos, etólogos, etc.) intentan encontrar el origen de estos hechos, antes que provoquen la destrucción total. 
La línea argumental gira en torno a muchos personajes, que aparecen a lo largo de toda la novela: Un periodista dispuesto a destapar el secreto del gobierno, una antropóloga que descubre el misterio de lo sucedido desde un punto de vista místico de mano de un chamán yanomami, un coronel que se ve impotente ante los actos paranoicos y belicosos que sus superiores muestran ante la crisis, culpando a otros países del desastre, y un sismólogo que resuelve (al final del libro), mediante un modelo científico, el origen de la catástrofe, que culmina con un desastre natural de proporciones globales.

## La Rebelión de la Tierra
A medida que transcurre la historia, se va afianzando la idea que la Tierra como conjunto (animal, mineral, climatológico, etc) quiere desprenderse de la Humanidad. El autor, basándose en la Hipótesis Gaia, imagina a la Tierra como un enorme ser vivo, donde todos los seres conviven en una enorme simbiosis. La Humanidad, que se reproduce y vive según sus propios objetivos, ha dejado de participar en esta simbiosis, contaminando y explotando al planeta. Se ha convertido en un cáncer, por lo que se inicia la correspondiente acción inmunológica. Muchas tribus y culturas del mundo (nativo americanas, amazónicas...) creen en algo parecido a esta teoría, desde un punto de vista místico y religioso. Sin embargo, Norman Prescot, el sismólogo, consigue encontrar la respuesta desde una vertiente científica: Una reacción en cadena de explosiones nucleares en el núcleo terrestre, provocados de forma natural, da lugar a un ensanchamiento del radio terrestre, lo que explicaría los terremotos ocurridos lejos de las fallas litosféricas. La fractura de la corteza  terrestre crea escapes por donde salen a la atmósfera grandes cantidades de gases radiactivos ¿Podrían estos gases modificar el comportamiento animal o el de los virus? El científico termina aquí su informe (poco antes de suicidarse), ya que estos temas se salen de su especialidad. Su explicación tiene una verosimilitud aterradora, pero estos huecos que deja su teoría los aprovecha el autor como ``relleno´´ para que su argumento consiga una hipotética validez, así que podríamos decir que la novela entra también en el campo de la ciencia ficción
En definitiva, el autor nos intenta hacer reflexionar con esta obra sobre nuestra actitud con el planeta, recordándonos que somos parte de la Tierra, mediante una historia apocalíptica donde la Naturaleza acaba con los humanos que la contaminan, exterminándolos de todas las formas posibles, como si un perro se sacudiese y se librase de molestas pulgas.